# أريا (مقاطعة نيجني نوفغورود)
أريا (بالروسية: Арья) هي مدينة في مقاطعة نيجني نوفغورود أوبلاست في روسيا.